# Musculus mesonoto-trochantinalis anterior
Musculus mesonoto-trochantinalis anterior, musculus mesonoto-mesotrochantinalis anterior, mięsień IIdvm3, (pl. mięsień śródpleczo-trochantinalny tylny) – mięsień występujący w tułowiu niektórych owadów.
Mięsień należący do grupy "mięśni grzbietowo-brzusznych" (ang. dorso-ventral muscles), położony w śródtułowiu.
U Mantophasmatodea z gatunku Austrophasma caledonensis jest stosunkowo mały mięsień, wychodzący z wewnętrznej strony dysku śródplecza i przyczepiający się do trochantinu przed miejscem przegubu z biodrem środkowych odnóży.
U nogoprządek z gatunku Antipaluria caribbeana mięsień ten jest mniejszy niż musculus mesonoto-sternalis i swój początek bierze w przedniej części śródplecza, bocznie w stosunku do wspomnianego mięśnia. Zaczepia się do trochantinu.